# Papež Pij II.
Papež Pij II. (rojstvo ime Enea Silvio Piccolomini), italijanski humanist, papež in tržaški škof, pesnik, pisatelj, zgodovinar * 18. oktober 1405, Corsignano (danes Pienza), † 14. avgust 1464, Ancona.

## Življenjepis
Življenju in delovanju Eneja Silvija Piccolominija, kasnejšega papeža Pija II. lahko sledimo skozi tri obdobja: 
 - mladostno udejstvovanje kot humanistični literat, spreten diplomat (podpornik antipapeške strani na koncilu v Baslu), cesarski tajnik in dvorni pesnik (poeta laureatus) na avstrijskem dvoru.
 - vstop v cerkveno službo, predvsem na podlagi prestopa na stran zagovornikov papeža, povezanosti Cerkve in cesarstva in nasploh cerkvene enotnosti; v tem času postane škof v Trstu in nato v Sieni, naposled pa tudi kardinal.
- obdobje papeževanja: trud za versko spravo in organizacijo križarske vojne zoper Turkom.

### Otroštvo in mladost
Enej Silvij Piccolomini (latinsko: Æneas Sylvius Piccolomini) se je rodil v mestecu Corsignano, današnja Pienza, v dolini Val d'Orcia, kot prvorejenec v obubožani plemiški družini osemnajstih otrok. Njegov oče je bil plemič Silvio Piccolomini, čigar družino so zaradi političnih nasprotij izgnali iz Siene in je bil tako prisiljen stopiti v službo 
kot najemniški vojak milanskemu vladarju Gian Galeazzu Viscontiju. Kasneje se je vrnil v Corsignano, da bi obdeloval ostanek zemljišča in se pogosto s kritičnim pogledom spominjal svojega življenja na milanskem dvoru. Poročil se je z mlado siensko damo Vittorio Forteguerri, zadnjo potomko ugledne družine Forteguerri iz Pistoe. 18. oktobra se jima je rodil prvorojenec, ki so ga krstili Enej Silvij (Enea Silvio), in sicer po slavnem Venerinem potomcu in glavnem junaku Vergilijevega epa Eneida, saj naj bi bila družina Piccolomini v daljnem sorodstvu tudi z družino Amidei iz Firenc, ki naj bi izvirali iz starodavnega rimskega rodu gens Iulia. 

Ker sam ni imel možnosti pridobiti zadovoljive izobrazbe, se je Enejev oče na vse pretege trudil omogočiti sinu šolanje. Osnovno znanje je dobil Enej pri domačem župniku Pietru, zatem pa ga je oče poslal na študij na Siensko univerzo. Študij je bil zasnovan podobno kot na ostalih slovitih italijanskih univerzah (npr. v Padovi, v Firencah ali Rimu) in je temeljil na študiju gramatike in retorike na podlagi del klasičnih latinskih avtorjev, v prvi vrsti Cicerona. Piccolomini se je nato na očetovo željo odločil za študij prava. Poučeval ga je znameniti profesor civilnega prava Mariano Sozzini. 
V tem času se je v njem razživela strast do klasične književnosti. Pri prijateljih si je nenehno izposojal rokopise z deli svojih najljubših avtorjev (Cicerona, Livija, Vergilija in Petrarke) ter jih prepisoval ali povzemal za lastno uporabo. Za to ga je med drugim navdušil prav Sozzini, ki je Piccolominija očaral s svojo široko, čeprav v osnovi ljubiteljsko humanistično razgledanostjo, s katero je plemenitil svoje bogato pravniško znanje. Pod njegovim mentorstvom je Piccolomini sčasoma tudi sam začel pisati: sprva je pisal pesmi s posvetno, zlasti erotično tematiko tako v latinščini kot v italijanščini.
Med tem intenzivnim obdobjem posvečanja humanističnim študijem se je leta 1429 odpravil v Firence, da bi pri Francescu Filelfu poslušal predavanja iz grščine. Tam je spoznal tudi Leonarda Brunija, Poggia Bracciolinija in druge slavne humaniste, ki jih je občudoval in z njimi ohranil stike. 
V svojem delu O znamenitih možeh (De viris illustribus) Piccolomini poroča o še eni epizodi iz časa svojega šolanja. Leta 1425 je v Sieni poslušal slavnega pridigarja Bernardina Sienskega, čigar pridige so ga tako pretresle, da je začel razmišljati o vstopu med frančiškane, a so ga od odločitve odvrnili tako prijatelji kot želje staršev, da bi postal pravnik.

### Piccolomini kot diplomat inpoeta laureatus
Po končanem študiju je Piccolomini v neuspešnem iskanju zaposlitve nekaj časa potoval po severni Italiji, nato pa se je leta 1431 vrnil v Sieno.  Tam se je po naključju srečal s kardinalom Domenicom Capranico, enim glavnih nasprotnikov takratnega papeža Evgena IV., ki je potoval na koncil v Basel in iskal izobražene može, ki bi stopili v njegovo službo kot tajniki. Piccolomini je njegovo ponudbo sprejel in se skupaj s prijateljem Pietrom iz Noceta pridružil kardinalovemu spremstvu na poti preko Alp.
Ob prihodu v Basel leta 1432 jima kardinal Capranica ni bil več zmožen zagotoviti plačila, zato se je Enej zaposlil kot tajnik pri freisinškem škofu Nikodemu della Scala. Sledilo je razburkano obdobje menjavanja služb in mnogih diplomatskih poti. Daleč najodmevnejše so epizode iz časa njegovega službovanja uglednemu kardinalu Niccolòja Albergatija, ki ga je Piccolomini spremljal na številnih potovanjih: npr. na srečanje srečanje z Amadejem III., vojvodo Savojskim in kasnejšim antipapežem Feliksom V.; na zborovanje v Arras, ki so leta 1435 potekale razprave vzpostavitvi miru med Anglijo in Francijo, Albergati pa ga je leta 1435 poslal tudi na skrivno misijo na Škotsko, namen katere naj bi bil škotskega kralja nagovoriti k vpadom na angleški meji, zaradi česar bi Angleži popustili v Franciji. 
Piccolomini potovanje natančno popisuje v svojih Komentarjih: sprva se je namreč nameril Škotsko doseči prek Anglije, vendar žal ni uspel dobiti dovoljenja za prečkanje meje. Tako se je vrnil v Francijo in se od tam podal na plovbo na Škotsko. Potovanje je bilo zaradi pogostih neviht izredno naporno in Enej se je zaobljubil, da bo v primeru, če bo ostal pri življenju, poromal bos od pristanišča do najbližjega svetišče Matere Božje. Po pristanku v Dunbaru je tako v resnici prehodil deset kilometrov skozi led in sneg do svetišča Whitekirk; zaradi česar je zbolel za protinom in v bolezni trpel preostanek svojega življenja. 
Po vrnitvi s Škotskega je ostal v Baslu in nadaljeval v sodelovanju s konciliaristično stranjo nasprotnikov papeža Evgena IV. Zaradi svojih literarnih spretnosti je Enej hitro napredoval in se v kratkem času od preprostega pisarja povzpel do naziva abbreviator maior. V tem obdobju je nanj osebnostno najmočneje vplival papeški legat in kardinal Giuliano Cesarini, ki je kljub svoji podpori papeški strani postal Piccolominijev zgled in idol v prizadevanjih za združitev Cerkve in obrambo krščanstva. Ko se je zborovanje januarja leta 1439 prestavilo v Ferraro, je konciaristična stran odstavila papeža Evgenija in izvolila protipapeža Amadeja Savojskega, ki si je nadel ime Feliks V. Piccolomini je bil pri tem imenovan za voditelja obredov v konklavu, Feliks V. pa si ga je kasneje izvolil za tajnika. Ob enem je Piccolomini zaradi svojih govorniških in diplomatskih spretnosti med udeleženci koncila pridobival vse večji ugled, ostajal pa je na strani konciliaristov. V tem času je napisal dve knjigi komentarjev O dejanjih koncila v Baslu (De gestis concilii Basiliensis commentariorum libri II) in Dialogi o oblasti splošnih koncilov in dogajanja v Baslu (Libellus dialogorum de auctoritate generalium conciliorum et gestis basileensium).
Ko je koncil Piccolominija julija leta 1442 kot legata poslal na zasedanje v Frankfurt z nalogo izboljšati odnose s kraljem in bodočim cesarjem Friderikom III., je bil Friderik nad njegovimi govorniškimi spretnostmi tako navdušen, da mu je podelil naziv kronanega dvornega pesnika (poeta laureatus). Po obisku v Baslu mu je Friderik ponudil še službo tajnika v svoji dvorni pisarni in tako je Piccolomini 11. novembra 1442 zapustil Bazel in odšel na dvor v Dunajsko Novo mesto. Kot tajnik v cesarski pisarni je deloval v tesnem stiku z dvornim kanclerjem Kasparjem Schlickom. Ta je Piccolominju pomagal pri napredovanju v dvorni hierarhiji, hkrati pa sta si moža delila tudi zavzeto zanimanje za humanistične študije. Zlasti pod njegovim vplivom se je Piccolomini začel oddaljevati od antipapeškega tabora in naposled začel simpatizirati s podporniki papeža Evgena IV. 
Navkljub domotožju in pritožbam nad zadušljivostjo cesarskega dvora, »polnega zavisti, pretvarjanja, obrekovanja in sovražnih žalitev«, kot je zapisal sam, je bilo to zanj plodovito obdobje literarnih podvigov. Svoje doživljanje bivanja na dvoru je popisal v satiričnem spisu O bedi dvorjanov (De miseriis curialium, 1444). V delu Pentalogus (Pentalog, 1443) je upodobil učeno humanistično razpravo med kraljem, Schlickom, dvema škofoma in samim sabo. Napisal je tudi dve deli z ljubezensko tematiko, ki naj bi mlade opozarjali na nevarnosti ljubezenske zagledanosti: komedijo Hrizida (Chrysis, 1443) in razvpito novelo O dveh zaljubljencih (Historia de duobus amantibus, 1444). Ugibanja, da so delno napisana na podlagi osebne izkušnje, so razumljiva, še posebej, ker iz tega obdobja izhaja tudi zloglasno Piccolominijevo pismo njegovemu očetu (20. september 1443), v katerem ga prosi, naj poskrbi za njegovega nezakonskega otroka – plod razmerja z neko Bretonko v času diplomatskega odposlanstva v Strasbourg.

### Cerkvena kariera
Pri Piccolominijevem zbliževanju s papeškim taborom je bil ključnega pomena njegov stik z glavnim papeževim legatom, katalonskim kardinalom Juanom de Carvajalom, ki je kot predsednik koncila nadomestil Cesarinija. Njuno zavezništvo z namenom razrešitve cerkvene shizme in oblikovanja sporazuma med papežem in Friderikom je obrodilo jasne sadove v začetku leta 1445, ko je Piccolomini kot Friderikov poslanec prispel v Rim. Piccolomini priložnost izkoristil, da je pred celotno papeško kurijo javno razglasil obžalovanje svojih prejšnjih konciliarističnih teženj in papežu zagotovil podporo. Tekom srečanj ga je Evgenij imenoval tudi za papeškega tajnika. Čeprav v praktičnem smislu v tej funkciji nikdar ni nastopil, mu je naziv prinesel prestiž, hkrati pa je zaznamoval njegovo dokončno, četudi postopno vrnitev k rimski Cerkvi. Prav tako se je v tem času naposled odločil, daje pripravljen na duhovništvo, čemur se je poprej  kljub mnogim vzpodbudam in težavam pri pridobivanju beneficijev, ki bi povečali njegove dohodke, vztrajno izogibal.
Marca 1446 je postal subdiakon in leto zatem duhovnik. O tem piše v pismu prijatelju Gersoniju:

»Čas hiti; staramo se, bliža se smrtni dan; mar ne smemo več misliti toliko na to, kako bomo živeli, ampak kako bomo umrli? Ubog in brez Božje milosti je človek, ki se ne poglobi vase, ki se še ne pozna, ki svojega življenja ne popravi... Jaz se že poglabljam vase – ko bi le ne bilo prepozno! – tukaj so sveti postni dnevi, zveličavni dnevi, čas usmiljenja!«
To je potrdil tudi z dejanji. Sprejel je cerkvene redove. Takrat, 6. marca 1446, je ves srečen pisal prijatelju Campisiju:
»Jaz sem že subdiakon, kar me je nekdaj navdajalo z grozo; toda poslovil sem se od lahkomiselnosti, po kateri sem se poprej hotel vzdigovati med posvetneži. Ničesar si ne želim več tako goreče kot duhovniškega stanu. Čez osem dni bom z Božjo pomočjo diakon in nato bom sprejel duhovniško dostojanstvo.« 
Sledilo je več let spravnih pogajanj z namenom zavezništva nemškega dvora in papeža Evgenija zoper protipapeža Feliksa. Piccolomini je v njih igral ključno vlogo, in ko je bil papež Evgenij na smrtni postelji, je prevzel občutljivo diplomatsko funkcijo papeževega govornika. Naposled je Evgenijev naslednik, Nikolaj V. (Tomasso Parentucelli), 17. februarja 1448 s Friderikom sklenil slavni dunajski konkordat, ki je do določene mere uredil odnose med cesarstvom in papeško državo. V nagrado za delo, ki ga je Piccolomini opravil v korist apostolskega sedeža, mu je papež Nikolaj V.19. aprila 1447 podelil tržaško škofijo.
Čeprav v Trstu zaradi množice diplomatskih nalog s strani Friderika strnjeno ni preživel veliko časa, je mirnejše mesece izkoristil za pisanje: tu je začel oblikovati serijo biografij svojih sodobnikov O znamenitih možeh (De viris illustribus, 1450) in pedagoški traktat O vzgoji otrok (De Liberorum Educatione, 1450), namenjen mladoletnemu kralju Ladislavu Posmrtnemu. Poleg tega je bil to čas, ko je Piccolomini skušal revidirati svojo konciliaristično preteklost, saj je 13. avgusta 1447 na kölnskega rektorja naslovil svoje prvo pismo Epistola retractationis, v katerem je obžaloval prihod v Basel, leto zatem pa je napisal tudi revidirano verzijo Komentarjev o dogodkih v Baslu, ki jo je posvetil Carvajalu. Istočasno je Piccolomini opravil tudi vrsto diplomatskih misij v Milano. 
Leta 1450 so se Eneju izpolnile sanje o vrnitvi v domovino: med diplomatsko misijo v Neapelj, z namenom urediti cesarsko kronanje in poroko Friderika III. s portugalsko princeso Eleonoro, je papež Nikolaj Piccolominija 23. septembra 1450 imenoval za škofa v Sieni, kamor je za stalno sicer najverjetneje prispel šele konec oktobra 1451. Leta 1451 je bil še na diplomatski misiji v Bohemiji, kjer mu je uspelo doseči ugoden dogovor s husitskim vodjo Janezom Poděbradyjem. Februarja leta 1452 je v Sieni organiziral zaroko Friderika in portugalske princese Leonore, sodeloval pa je tudi pri pripravi Friderikovega kronanja v Rimu. Nadaljeval je z aktivnim diplomatskim udejstvovanjem: marca 1452 je bil imenovan za stalnega nuncija v avstrijskih deželah, 18. aprila istega leta je nastopil kot poseben papežev poslanec, legatus a latere, za oglejsko in salzburško škofijo, decembra pa je na zborovanju na Dunaju zastopal Friderika proti avstrijskemu ljudstvu, ki je želelo prevzeti nadzor nad njegovim varovancem Ladislavom Posmrtnim. Leto pozneje je bil priča enemu najbolj travmatičnih dogodkov za tedanjo Evropo, padcu Konstantinopla (29. maja 1453), ki ga je označil za »drugo smrt Homerja in Platona«.
V tem času je prišel do spoznanja, da je Friderik vse prešibak, da bi zmogel spodbuditi krščansko občestvo k ukrepanju. Tako je v tem času začel s serijo govorov, v katerih je zahodne kristjane pozival h križarski vojni. Na avstrijskem dvoru je ostal do leta 1455, ko je na Petrov sedež prišel Kalist III., ki je Eneja poklical v Rim in mu pod nazivom patronus za Nemčijo in Madžarsko zadal nalogo utrditve zavezništva med Nemčijo in papeško državo. Zavoljo njegovih zaslug ga je Kalist 17. decembra 1456 imenoval za kardinala pri sveti Sabini.

## Papež
Preden je izdihnil Kalist III. 6. avgusta 1458, so se že zbrali kardinali na konklave, da bi mu izvolili naslednika; bali so se posledic nepotizma, ki se je razbohotil med njegovim vladanjem. Zato so sklenili nekaj dogovorov glede prihodnjega papeža. Najvažnejši je bil tisti o prenovi kurije, potrjevanju škofij in opatij ter o imenovanju novih kardinalov. Zoper »Katalonce« so se najbolj izdivjali Orsiniji. V konklavu je po smrti Kalista III., iz katerega je izšel kot papež, sodelovalo 18 kardinalov: 5 Italijanov, 5 Špancev, 2 Francoza, 2 Grka in 1 Portugalec. Kardinal Rodrigo Borgia je odločilno prispeval k njegovi izvolitvi.
Zborovanje je bilo vse prej kot mirno; končno so se osredotočili na eno ime, ki ga je podprl celo najmlajši kardinal Rodrigo Borgia in dva kardinala Colonna; 16. avgusta so že izvolili papeža: kardinala Eneja Silvija Piccolominija, ki je bil posvečen in kronan 3. septembra z imenom Pij II. Francoska kardinala sta poskušala preprečiti njegovo izvolitev glede na stranpoti mladega humanista, češ da bo vodi Cerkev bolj po pogansko kot po krščansko.
Novoizvoljeni papež je imel le petdeset let, vendar sta ga ogrožali in mu povzročali hude bolečine protin in katar; tudi tako hitro se je staral, da ni bilo upanja na dolgo življenjsko dobo. Majhne postave in čokat je imel neprijazno, vendar ljubko držo, iz katere je sijalo človeško sočutje in občutljivost za višje stvari. Ime, ki si ga je izbral, je spominjalo na Vergilovega "Pius Aeneas" 
, in ne na svetega papeža Pija I., kot bi kdo na prvi pogled pomislil; vsekakor težko, da je mislil na prvega papeža tega imena, ampak - glede na svojo humanistično naravnanost - na Vergilijevega »pobožnega Eneja«. Tega imena si ni torej izbral toliko zaradi svoje neozdravljive z antiko nadahnjene uglajenosti, kolikor bolj zato, da bi izrazil verski vidik svoje vodilne vloge papeža kot poglavarja Cerkve. 
Ne glede na njegove vztrajne pobude za versko enotnost in obrambo krščanstva, pa je bil ves čas deležen očitkov, zlasti na račun mladostnega udejstvovanja na koncilu v Baslu, kjer je nastopal na protipapeški strani. Znan je odlomek iz njegovega drugega pisma Bulla retractacionis, naslovljenega na Univerzo v Kölnu, kjer vabi svoje morebitne obrekovalce, naj pozabijo težko zgodbo njegovega zasebnega življenja v mladosti ter upoštevajo le njegovo javno vlogo kot Kristusovega namestnika:
| Latinski izvirnik –                                                                    | Slovenski prevod –                                                                                  |
| -------------------------------------------------------------------------------------- | --------------------------------------------------------------------------------------------------- |
| "Nec privatum hominem pluris facite quam pontificem: Aeneam reiicite, Pium suscipite!" | "Ne glejte me toliko kot zasebnega človeka, ampak bolj kot papeža: Eneja zavrzite, Pija sprejmite!" |

### Križarska vojna
Leto 1453 je bilo usodno za celo krščanstvo: 29. maja je padel v roke Mohameda II. Carigrad; humaniste, ki so občudovali staro grško umetnost, znanost in literaturo, je ta dogodek še toliko bolj pretresel. Humanist in škof Piccolomini je ob tem napisal pretresljiv spis Dialogus, ki se nanaša na papeško moralno veljavo – kakor tudi na nujnost križarske vojske, ki bi zaustavila nezadržno otomansko prodiranje v Evropo – posledica tudi nesloge v Cerkvi – kakor tudi med evropskimi vladarji.
Razširila se je govorica, da je turški sultan razočaran nad muslimansko vero in da se je zato odpovedal prestolu 1446, ter da je pripravljen sprejeti krščansko učenje. Svojim sodelavcem je papež govoril, da želi spreobrniti vse muslimane na krščanstvo. V zvezi s tem je pisal sultanu 1461 dolgo in učeno pismo ter v njem razložil krščanstvo, pa tudi pobijal učenje korana. Mohamedu II. je obljubljal celo kronanje z rimsko cesarsko krono, če sprejme krščanstvo. Tako bi postal Rim zopet središče vesoljnega sveta, čisto v duhu humanizma; vendar se Turku na tako ponudbo ni zdelo vredno niti odgovoriti. 

Ko je spoznal, da s spreobračanjem ne bo nič, je menil, da bo treba razglasiti križarsko vojno, ki bi zavrla prodiranje Turkov. Da bi uspešno izvedel križarsko vojno proti muslimanom, je hotel papež najprej pomiriti med seboj se vojskujoče krščanske vladarje. V ta namen je sklical kongres, ki pa je doživel popoln polom. Za sedež kongresa je najprej izbral Videm; ker Benečani niso hoteli skaliti dobrih odnosov s sultanom, je izbral Mantovo. Januarja 1459 je papež zapustil Rim skupaj z desetimi kardinali in šestdesetimi škofi. 27. maja 1459 je prek Assisija, Perugie in Siene prispel v Mantovo. Mesto je mrgolelo tujcev, vendar večine evropskih vladarjev ni bilo opaziti. 26. septembra se je začela prva seja, kjer so nastopili vladarji manjših grških in italijanskih državic z navdušenimi govori, ki jim pa niso sledila ustrezna dejanja. 

Ko se je vrnil v Rim, je 22. oktobra 1463 objavil bulo z napovedjo križarske vojne polno navdušenja. Ker se niso zganili vladarji velikih evropskih držav, se je sam postavil na čelo podjetja. Pripravljen je bil darovati za stvar svoje življenje, a pridobiti tudi mučeniško krono. Za zbiranje križarjev je določil Ankono (Jakin), vendar se velike sile niso niti sedaj zganile. Nameraval je namreč iz Ankone priti do Dubrovnika, od koder naj bi križarska vojska krenila naprej s podporo ogrskega kralja Matija Korvina in albanskega junaka Skenderbega. 

Čeprav je bil hudo bolan - imel je visoko vročino -, se je 18. junija 1464 odpravil iz Rima in po mescu dni prispel v Ankono. Tam pa ni našel pričakovanih ladij in vojakov, ampak nesposobne mešanica najemnikov, od katerih je moral večino odpustiti. Nekaj beneških ladij je priplulo šele 12. avgusta – prepozno torej, kajti v noči od 14. na 15. avgust je že umrl; vojaki so se tedaj razšli in dož se je vrnil v Benetke s svojimi 12-imi galejam, ki še zdaleč niso zadostovale za tako veliko podjetje. 

Ko je Pij II. umrl, so se kardinali, ki so ga spremljali v Ankono, vrnili v Rim in se zvečer 28. avgusta zaprli v konklave.

### Obsodbasuženjstva
Pij II. je obsodil suženjstvo v pismu z dne 7. oktobra 1462 škofu Rubikona Ad episcopum Rubicensem na Kanarskih otokih, ki je bil Diego López de Illescas (1460-1468) . Na to se sklicuje več papežev in tudi Gregor XVI. v svojem pismu In supremo apostolatus z dne 3. decembra 1839, ko obsoja zasužnjevanje in trgovino s sužnji. Pij II. obsoja kot magnum crimen (velik zločin) zasužnjevanje komaj krščenih zamorcev. Papež naroča škofom, naj uporabijo cerkvene kazni zoper prestopnike.

## Papež Pij II. inSlovenci
Enej Silvij Piccolomini, poznejši Pij II., je bil med vsemi papeži v zgodovini nedvomno najbolj povezan z današnjim slovenskim prostorom. Med številnimi potovanji po teh krajih se je seznanil s takratnimi in preteklimi običaji tukajšnjega prebivalstva ter prišel v stik z mnogimi vplivnimi zgodovinskimi osebnostmi. Svoje izkušnje je vestno zapisoval in opise vključil v mnoga svoja dela, zaradi česar ga lahko štejemo za enega najpomembnejših poročevalcev o tem prostoru na prehodu iz poznega srednjega v zgodnji novi vek. Dvanajst let, ki jih je preživel v tesnem stiku s Friderikovim dvorom, mu je prineslo izvrstno poznavanje razmer na prostoru na obeh straneh Alp. Hkrati je med opravljanjem različnih diplomatskih in cerkvenih funkcij na ta prostor tudi pomembno vplival s številnimi posegi pravno-politične narave.
Piccolominijevo povezanost s tem območjem lahko v grobem obravnavamo v treh časovnih obdobjih: 
1) med službovanjem na dvoru cesarja Friderika, ko je v teh krajih potoval kot diplomat in ustvarjal geografske zapise, ki jih danes najdemo razsejane po njegovih historiografskih delih; ohranjena pa so tudi nekatera njegova pisma s tega ozemlja;
2) čas škofovanja v Trstu (1447-1450), ko je poleti leta 1449 in 1450 posvetil nekatere cerkve na današnjem slovenskem prostoru, npr. cerkev Žalostne matere Božje v Predjami (1449?), cerkev sv. Križa v Križu (1450), cerkev sv. Jurija v Dutovljah (1450);
3) čas njegovega pontifikata, ko je kot papež Pij II. posredoval pri ustanovitvi ljubljanske škofije.
Da je bil Enej Silvij Piccolomini za naš prostor nadvse pomembna osebnost kaže tudi slovenska literarna produkcija. Primorski pisatelj Alojz Rebula je leta 1981 izdal roman Zeleno izgnanstvo, ki opisuje obdobje Piccolominijevega škofovanja v Trstu, skozi drobne notranje monologe pa se posveča tudi dogodkom iz Piccolominijevega življenja pred tem. Piccolominijevi spisi so bili vir tudi romanopiscem in zgodovinarjem, ki so se lotevali zgodovine celjskih grofov, npr. Franu Deteli, Veliki grof (1885). Kot dvorni pisar Friderika III. Piccolomini sicer celjskim grofom ni bil naklonjen, saj so ogrožali habsburške interese v slovenskem prostoru, je pa o njih pogosto pisal in v svojo zbirko življenjepisov slavnih osebnosti vključil celo življenjepis Barbare Celjske.
O Piccolominijevi priljubljenosti med prebivalci pričajo tudi umetnostne stvaritve na tem prostoru. V cerkvi sv. Jurija v Dutovljah, ki jo je Piccolomini jo je posvetil 12. julija 1450 na desni strani ob glavnem vhodu najdemo njegov doprsni kip, v cerkvi pa je ohranjena tudi freska s konca 15. stoletja, ki ga po prepričanju vaščanov prikazuje že kot papeža ob cesarju Frideriku III.
Pogosto izpiščen podatek je tudi, da je Piccolomini nekaj let upravljal tudi cerkev svetega Pankracija v Starem trgu pri Slovenj Gradcu. Cerkev mu je in commendam z dukumentom, datiranim 25. januarja 1453, na priprošnjo cesarja Friderika III. (instantiam et procurationem Friderici III. Rom. Imperatoris) podelil papež Nikolaj V. Od svoje župnije v Slovenj Gradcu je imel Enej Silvij malo koristi, pa vendar jo je očitno ohranil v mislih tudi, ko jo je po izvolitvi za papeža prepustil Jakobu Sucherju, ki naj bi bil njegov znanec. Jakob Sucher je bil kasneje savinjski arhidiakon, ostal pa je tudi slovenjgraški župnik. Kot papež Pij II. je Piccolomini 10. junija 1459 župnijski cerkvi sv. Pankracija izkazal hvaležnost tudi s podelitvijo odpustek sedmih let in sedmih kvadragenov.

### Ustanovitevljubljanske škofije
Cesar Friderik III. je 6. decembra 1461 v smislu načel tedanjega državnega cerkvenstva podpisal ustanovno bulo za ljubljansko škofijo. Ustanovitev nove škofije je potrdil papež Pij II. 6. septembra 1462. V tej listini je Ljubljani podelil značaj »odličnega mesta«, jo izločil iz neposredne oblasti oglejskega patriarha, cerkev sv. Nikolaja povzdignil v stolnico, potrdil ustanovo škofije in kapitlja, radovljiškega župnika imenoval za prošta, šentviškega za stolnega dekana, župnike vtelešenih župnij in beneficiata pri kapeli na Pšati pa za stolne kanonike. Vse novi škofiji dodeljene kraje je izločil iz oglejske uprave. 

8. septembra 1462 je potrdil zlato bulo, s katero je bila ustanovljena ljubljanska nadškofija.
Z bulo 10. septembra 1462 ie izvzel tudi škofa in njegov kler izpod patriarhove sodne oblasti. Za prvega ljubljanskega škofa je cesar, ki si je pridržal to pravico, imenoval Žiga Lamberga, župnika v Šmartinu pri Kranju, ki se je na cesarskem dvoru seznanil s Piccolominijem in postal njegov prijatelj. Verjetno ga je v škofa posvetil papež sam. Potrdil je torej ustanovitev Ijubljanske škofije (1462), kar je imelo velik pomen za slovensko zgodovino.
Zato je ljubljanski stolni kapitelj to obletnico obeležil tudi z zunanjo slovesnostjo, saj sta bila na isti dan ustanovljena tudi stolni, danes metropolitanski kapitelj in stolna župnija. Za to priložnost je župnik in prošt Jože Lap povabil predstavnika svetega očeta, apostolskega nuncija v Sloveniji Juliusza Janusza, da je prav na isti dan v četrtek, 6. septembra, vodil somaševanje. Pri maši je prepeval zbor z orkestrom pod vodstvom Gregorja Klančiča Schubertovo mašo v G-duru. Ob nadškofu Antonu Stresu, pomožnem škofu Antonu Jamniku in proštu Jožetu Lapu so somaševali še kanoniki slovenskih kapitljev iz domovine in zamejstva (Celovca, Krke in Trsta) ter župniki slovenskih stolnih župnij ter duhovniki, ki delujejo v ljubljanski stolnici. Vsem je na začetku maše namenil svoj pozdrav stolni župnik prelat Lap.
Po maši je bil ogled razstave, ki jo je pripravila Sulčičeva o življenju in delu papeža Pija II. in so jo odprli pred slovesno mašo. Pregledno razstavo o njegovem življenju, delu in dosežkih je uredila v povezavi s 550-to obletnico ustanovitve Ljubljanske škofije založba Družina v svoji galeriji na Krekovem trgu.

## Dela
- »Documenta Catholica Omnia« (v latinščini). Pridobljeno 6. decembra 2011.

### Seznam glavnih del
- Commentarii de gestis Basiliensis Concilii (1440)
- Libellus dialogorum de generalis concilii auctoritate et gestis Basileensium (zgodovinski spis): (1440). Piccolomini izpostavlja prednost koncila nad papežem pri odločitvah, ki zadevajo vesoljno Cerkev.
- De rebus Basileae vel stante vel dissoluto concilio gestis commentariolum (zgodovinski spis): (1450) Libellus dialogorum, v katerem kot tržaški škof zavrača konciliaristična stališča, zagovarja pa papeško plenitudo potestatis (polno oblast).
- De viris aetate sua claris (1440-50)
- Historia rerum Federici III imperatoris sive Historia Austrialis (1452-58)
- Historia Gothorum (1453)
- Cosmographia: spis o zvezdoznastvu (1458)
- Historia Bohemica (1458)
- De Bohemorum origine (1538) [31]
- Azija
- Evropa
- De ritu, situ, moribus et conditione Germaniae (Digitalisat)
- Historia rerum ubique gestarum locorumque descriptio; delo je bolj znano kot Cosmographia (1458) [32]
- Commentarii rerum memorabilium quae temporibus suis contigerunt (1463).[33][34] To je edini obstoječi življenjepis kakega papeža, če ne upoštevamo Janezovega duhovnega življenjepisa Povest duše.
- Historia de duobus amantibus (De Euryalo et Lucretia) (Ljubezenska zgodba o Evrijalu in Lukreciji; novele)
- De duobus amantibus. Johann Schilling (Solidi), Basel ok. 1473–1474
- Cinthia: pripoveduje ljubezenske dogodivščine po zgledu na latinskega pesnika [[Sekst Propercij|Propercija[35]
- Chrysis (komedija v Plavtovem slogu)
- De curialium miseriis (šaljiva – tudi danes zanimiva - povest o dvornih zgodah in nezgodah)
- Tractatus de liberorum educatione (1450; pismo o vzgoji dečkov za ogrskega kralja Ladislava V., kjer poudarja pomen slovnice za kulturno vzgojo osebe)
- Epistula ad Mahumetem
- Epistolae familiares. Johannes de Westfalia, Louvain 1483 (Digitalisat)
- Številna pisma pomembnim osebnostim

### Spisi, "Komentarji" inbule(zunanje povezave)
- Enea Silvio (Papa Pio II) Piccolomini: I commentarii. Adelphi edizioni (Komentarji)
- Indice di Pius II - Commentarii rerum memorabilium, quae temporibus suis contigerunt – besedilo po poglavjih
- Aeneas Sylvius Piccolomini: The Tale of the Two Lovers, translated by Flora Grierson (London: Constable and Co., 1929). reprinted by Hyperion Press in 1978 (Zgodba o dveh zaljubljencih)
- Bull of Pius II For the canonization of saint catherine of Siena The mercies of the Lord (1461; Bula Gospodove milosti)
- Pope Pius II issues bull Execrabilis condemning conciliarism (bula Execrabilis, ki obsoja konciliarizem) Arhivirano 2015-12-08 na Wayback Machine.

### Bule, okrožnice
1. Vocabit nos Pius. S to bulo z dne 13. oktobra 1458 je sklical kongres evropskih vladarjev v Mantovo glede posvetovanja o pripravi križarske vojne zoper vse bolj napredujoče Turke.
2. Etsi ex suscepti. Ta bula z dne 15. oktobra 1458 je »de regula S. Clarae et constitutionibus S. Coletae.«
3. Execrabilis. S to bulo z dne 18. januarja 1460 je prepovedal sklicevanje na ekumenski koncil zoper papeža pod kaznijo izobčenja.
4. Ad episcopum Rubicensem. S to bulo z dne 7. oktobra 1462, ki jo je naslovil na Rubicenskega škofa, obsoja suženjstvo, ki so ga izvajali Portugalci v Gvineji
5. In minoribus agentes. S to bulo z dne 26. aprila 1463, ki jo je naslovil na rektorja Univerze v Kölnu, se je odvrnil od svojih mladostnih zablod in priporočal, da naj verniki raje sledijo njegovo sedanje, papeško učenje in ravnanje.[36]
6. Ezechielis prophetae. Poziv na križarsko vojno zoper Turke z dne 22. oktobra 1463.

## Smrt in spomin
Papež je bil izčrpan od napornega potovanja; dodatne muke so mu povzročili Benečani, ki niso poslali obljubljenih štirideset galej in ladij, ki bi naložile vojake. Končala pa ga je kuga, ki je skupaj z lakoto začela divjati po mestu ob Jadranu. Ko sta končno 11. avgusta pripluli iz Benetk dve veliki potniški ladji, ki jim je naslednji dan sledilo dvanajst galej pod poveljstvom samega doža Mora, se je začel papežev smrtni boj in agonija. Umrl je v Ankoni, na griču S. Ciriaco, v noči med 14. in 15. avgustom 1464. 17. avgusta so truplo prepeljali v Rim, kjer so ga pokopali v umetniški dragulj, ki ga je postavil Pij II. v Vatikanski baziliki – v kapelo svetega Andreja, zgrajeno posebej za sprejem dragocene relikvije – glave svetega apostola Andreja, ki jo je v Rim prinesel marca 1461 pobegli bizantinski cesar Tomaž Paleolog . Prenos relikvije je imel velik simboličen pomen, saj je predstavljal končno združenje v Rimu dveh apostolskih bratov, stebrov dveh krščanskih družin Zahoda in Vzhoda; slavili so ga slovesno na Cvetno nedeljo 1462, kar je Pij II. na dolgo in široko opisal v VIII. knjigi Opomb (Comentarii). Poldrugo stoletje pozneje – ko je hotel Pavel V. razširiti novo baziliko sv. Petra, so podrli tudi kapelo sv. Andreja. 1623 so veliki nagrobni spomenik Pija II. prenesli skupaj s spomenikom njegovega nečaka Pija III. v cerkev San Andrea della Valle v Rimu, kjer počivata še danes.
Papež Pij II. je torej umrl, ne da bi uresničil svoj življenjski cilj – osvojitev Carigrada in spreobrnitev muslimanov. Kljub temu pa je na neki način Enej Piccolomini vseeno dosegel; v Ankoni je dočakal in doživel “lepo smrt”: tako, kot je o njej prebiral v klasikih svoje mladosti; ko so na obzorje prihajale beneške ladje, je bil on tamkaj osebno navzoč z veliko zamislijo, z izredno lepo idejo, ki bo proslavila njegovo ime, saj to je bil smisel celotnega njegovega življenja. Tako je tudi zapisal v svojih Opombah, kjer je o sebi napovedal:
| Comentarii – italijanski prevod – | Opombe - slovenski prevod – |
| --- | --- |
| “Enea Silvio Piccolomini sarò lodato e rimpianto quando poi estinto non lo si potrà più riavere. Cesserà l’invidia dopo la sua scomparsa e, dimenticate le passioni che sovvertono il giudizio, risorgerà la fama vera e schietta che collegherà Pio tra i pontefici illustri” | Eneja Silvija Pikolominija bodo obžalovali in hvalili, ko bo ugasnil, da ga ne bo mogoče več priklicati nazaj. Prenehala bo nevoščljivost po njegovi smrti, pozabljene bodo strasti, ki bi omajale sodbo; vstala bo resnična slava in brez pridržka ga bodo prištevali med slavne papeže. |

Zgodovina mu je dala prav.

### Rojstni kraj
Pienza proslavlja šesto stoletje od rojstva svojega »ustanovitelja«, Silvija Eneja Pikolominija. Ko je on enkrat postal papež z imenom Pij II., je hotel spremeniti rojstni kraj Corsignano v »vzorno mesto«, ki ga še dandanes mnogi občudujejo in je pod zaščito Unescove svetovne dediščine. Kot zavetnik humanistov je zaposlil stavbenika Rossellinija, da bi spremenil njegovo rojstno vas Corsignano v mesto Pienza. Rossellinijeve stavbe in mestni načrt predstavljajo zgodnji primer renesančnega mestnega načrtovanja.
Ob tej obletnici potekajo v kraju prireditve v čast tega slavnega humanista, načrtovalca križarske vojne, velikopoteznega papeža in Marijinega častilca in moža, ki je predvidel Evropsko zvezo.

### Anekdote
Piccolomini v Komentarjih redko poroča o svojem otroštvu, pač pa je o tem toliko bolj zgovoren njegov življenjepisec Campano. Med drugim pripoveduje o tem, kako se je mladi Enej v Corsignanu z vaškimi otroki igral igro Umeščanje papeža; čudno znamenje je bilo to, da so prav malega Eneja izbrali za visoko službo in otroci so mu poljubljali noge. Naletel je na podobne nevarnosti kot drugi podeželski dečki. Ko je bil star tri leta, je padel z visokega zidu na kamen in si je glavo tako hudo potolkel, da je imel lasišče vse razmesarjeno. Čeprav se je zadeva zdela brezupna, ga je pozdravil »nepismeni ranocelik« Niccolò Monticuli z vodnim prelivom, z uporabo blagoslovljene vode.
1423 se je Enej sicer vrnil iz mesta domov v svojo staro hišo na obronku griča, in odšel po severni cesti v Sieno, kjer se je vključil v živahno vseučiliško življenje; odtlej je živel daleč od rojstnega kraja; vsaj ne obstaja noben zapis o tem, da bi se še kdaj vrnil, kar ga je zapustil kot osemnajstletnik, razen 1459 kot poglavar krščanstva. Kljub številnim nalogam, ki jih je opravljal, misel na rojstni kraj ni nikoli utonila v pozabo. Trdne sorodstvene vezi, ljubezen do doma in veselje ter ugodje podeželskega življenja so bili temelj njegove narave. Ko je postal papež, ga je humanist Campani  zelo razveselil in razvedril z verzi, v katerih je uporabil kot besedno igro imena njegovih staršev. Dejal je, da je Pij II. bil znan po svoji ljubezni do gozdov in veselja do potovanja, kakor tudi do slave, ki jo prinaša zmagovito osvajanje. Kaj drugega bi pač pričakovali od staršev, ki se imenujeta Silvius (Silvio, Gozdan) in Victoria (Vittoria, Zmaga)?
| Victoria – Silvius (latinski izvirnik) | Zmaga – Gozdan (slovenski prevod) |
| --- | --- |
| Quod victore Pio fieri tot proelia cernis, Invalidasque suis hostibus esse manus; Ne mirere: Pium peperit victoria mater Matris ab uberibus vincere sic didicit. Quod placeant silvae, et magnum lustraverit orbem Silvius hac genuit conditione pater. Jure igitur latae spaciatur, et omnia vincit, Patris obire orbem, vincere matris habet. | Da je kot zmagovalec Pij zapustil toliko bitk, In osłabił roke svojih tolikerih sovražnikov, Ne čudi: zmagovalca Pija je rodila mati Zmaga (Victoria, Vittoria), Premagovanja se je naučil že na materinih grudih. Da so mu ugajali gozdovi in širni svetovni razgledi, To je podedoval od očeta Gozdana (Silvius, Silvio). Po pravici je torej imel široke nazore, vse je premagal, Od očeta je nasledil spopadanje s svetom, od matere pa njegovo premagovanje. |

### De Capra & Albergo
Malahijeva prerokba pravi o njem, da izhaja Od koze in gostilne (latinsko De Capra & Albergo; angleško From a nanny-goat and an inn). Temu sledi razlaga, da je Sienčan, ki sta ga imela za tajnika kardinala Capranicus in Albergatus. (latinsko Senensis, qui fuit à Secretis Cardinalibus Capranico & Albergato; angleško A Sienese, who was secretary to Cardinals Capranicus and Albergatus.) Pij II. je bil tajnik kardinalu Capranicu in kardinalu Albergatiju, preden je bil izvoljen za papeža.;

### Župnija v Starem trgu pri Slovenj Gradcu
Preden je postal papež, je v upravljanje dobil župnijo v Starem trgu pri Slovenj Gradcu. Čeprav dejansko ni nikdar opravljal službe župnika in verjetno tam niti nikdar ni bival, se je v zvezi s tem se je ohranila ljubka anekdota, ki pravi takole:
Eneja Silvij Piccolomini, znani tajnik cesarja Friderika IV. in pozneje (od l.1458 do l.1464) papež pod imenom Pij II., je bil tudi župnik v Starem trgu pri Slovenj Gradcu. Ko Starotržani zvedó, da so njih nekdanji, veselih burk polni župnik papež postali, podá se jih nekaj, kakor se pripoveduje, v Rim, da jim čestitajo. 
Ko pridejo v sobo, kjer papež tujce sprejemajo, jih Pij II. ne poznajo več. Starotržani se tolažijo s
tem, da jih le nočejo takoj tu pred vsemi spoznati, a da bo uže pozneje drugače. Ko se prvi Starotržan pripogne, da poljubi sv. relikvije na papeževih nogah, zmajejo papež slučajno z nogo. Starotržan, mislé, da je to znamenje, da jih papež poznajo, nagovori jih prav po domače: 
»No, so še zmiraj tak nor’c, kot so pred bili?« Na tem originalnem ogovoru spoznajo papež svoje ljube nekedanje farane, sprejmejo jih prijazno, pogostujejo celi teden ter jih konči bogato obdarovane odpustijo.
Komaj je Enej Picolomini bil izvoljen za papeža Pija II., so ga kar naprej začeli prositi za denar sorodniki, ki so se prej delali, ko da ga ne poznajo. Takrat je začel pogosto izgovarjati tale rek (ki pa veliko pove o človeških nraveh):
| Aneddoti storici – italijanski izvirnik –                                          | Zgodovinske pripovedi - slovenski prevod –                                               |
| ---------------------------------------------------------------------------------- | ---------------------------------------------------------------------------------------- |
| “ Allor ch'io era Enea nessun mi conoscea: ora che sono Pio tutti mi chiaman zio!” | “Takrat, ko sem bil Enej, me ni nihče poznal: sedaj, ko sem Pij, me vsi kličejo stric! ” |